# Arthroderma multifidum
Arthroderma multifidum är en svampart som beskrevs av C.O. Dawson 1963. Arthroderma multifidum ingår i släktet Arthroderma och familjen Arthrodermataceae.   Inga underarter finns listade i Catalogue of Life.